# Huldrych Zwingli
Huldrych, Ulrich Zwingli o Ulricus Zuinglius (Wildhaus, cantó de Sankt Gallen, Suïssa, 1 de gener, 1484 – Kappel am Albis, 11 d'octubre, 1531)   va ser líder de la reforma protestant a Suïssa, i fundador de les esglésies reformades suïsses. Independentment de Martí Luter, que era doctor biblicus, Zwingli va arribar a conclusions similars, estudiant les escriptures des del punt de vista d'erudit humanista del renaixement. Zwingli nasqué al si d'una família prominent de classe mitjana. Fou el setè de vuit fills. El seu pare, Ulrich, era el corregidor de la ciutat. El seu oncle Bartolomeus n'era el vicari. Va anar a la Universitat de Viena i a la Universitat de Basilea, un centre acadèmic de l’humanisme renaixentista. Va continuar els seus estudis mentre exercia de pastor a Glaris i més tard a Einsiedeln, on va ser influenciat pels escrits d’Erasme. La reforma de Zwingli va tenir el suport del magistrat i la població de Zúric, i hi conduí a canvis significats en la vida civil i en els assumptes d'estat. Sobretot, aquest moviment es distingia pels seus atacs als anabaptistes i a altres seguidors de Crist que mantenien una posició de no resistència. La Reforma es va estendre a altres parts de la Confederació Suïssa, però uns quants cantons van resistir, preferint romandre catòlics. Zwingli va formar una aliança de cantons reformats que van dividir la Confederació segons línies religioses. L'any 1529 es va evitar una guerra en l'últim moment entre els dos bàndols. Mentrestant, les idees de Zwingli van cridar l'atenció de Martí Luter i d'altres reformadors. Es van reunir al Col·loqui de Marburg i es van posar d'acord sobre molts punts de doctrina, però no van poder arribar a un acord sobre la doctrina de la Presència Real de Crist a l'Eucaristia.
El 1519, Zwingli es va convertir en el Leutpriester (sacerdot del poble) del Grossmünster a Zúric, on va començar a predicar idees sobre la reforma de l'Església Catòlica. En la seva primera polèmica pública el 1522, va atacar el costum del dejuni durant la quaresma. En les seves publicacions, va assenyalar la corrupció en la jerarquia eclesiàstica, va promoure el matrimoni clerical i va atacar l'ús d'imatges en els llocs de culte. Entre les seves contribucions més notables a la Reforma va ser la seva predicació expositiva, començada el 1519, a través de l'Evangeli de Mateu, abans d'utilitzar finalment l'exegesi bíblica per recórrer tot el Nou Testament, una sortida radical de la missa catòlica. El 1525, va introduir una nova litúrgia de comunió en substitució de la missa. També es va enfrontar amb els anabaptistes, el que va provocar la seva persecució. Els historiadors han debatut si va convertir Zuric o no en una teocràcia.
El 1531, l'aliança de Zwingli va aplicar un bloqueig alimentari sense èxit als cantons catòlics. Els cantons van respondre amb un atac en un moment en què Zuric estava mal preparat i Zwingli va morir al camp de batalla. El seu llegat perdura en les confessions, la litúrgia i els ordes eclesiàstics de les esglésies reformades d'avui.
Zwingli fou mort en la batalla de Kappel, lluitant contra els cantons catòlics romans.

## Context històric

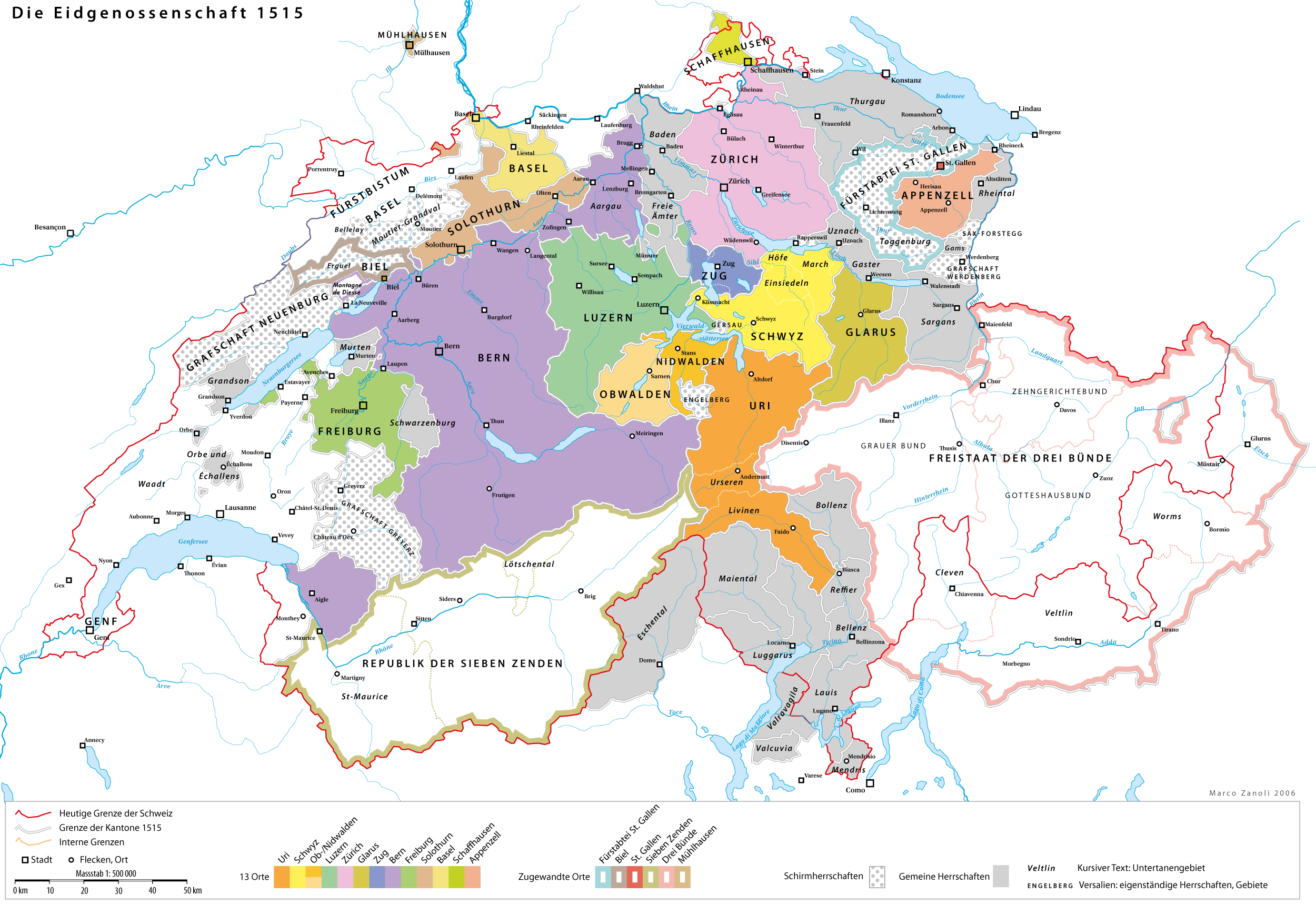
Mapa de la Confederació Suïssa el 1515

La Confederació Suïssa a l'època de Huldrych Zwingli estava formada per tretze estats (cantons), així com àrees afiliades i senyories comuns. A diferència de l'estat modern de Suïssa, que funciona sota un govern federal, cadascun dels tretze cantons era gairebé independent, dirigint els seus propis afers interiors i exteriors. Cada cantó va formar les seves pròpies aliances dins i fora de la Confederació. Aquesta relativa independència va servir de base de conflicte durant l'època de la Reforma quan els diferents cantons es van dividir entre diferents camps confessionals. Les ambicions militars van guanyar un ímpetu addicional amb la competència per adquirir nous territoris i recursos, com es va veure, per exemple, a l'antiga Guerra de Zuric de 1440–1446.
L'entorn polític més ampli a Europa durant els segles XV i XVI també va ser volàtil. Durant segles la relació amb el poderós veí de la Confederació, França, va determinar la política exterior dels suïssos. Nominalment, la Confederació va formar part del Sacre Imperi Romanogermànic. No obstant això, a través d'una successió de guerres que van culminar amb la Guerra de Suabia el 1499, la Confederació s'havia fet independent de facto. A mesura que les dues potències continentals i estats regionals menors com el Ducat de Milà, el Ducat de Savoia i els Estats Pontificis competien i lluitaven entre si, hi va haver conseqüències polítiques, econòmiques i socials de gran abast per a la Confederació. Durant aquest temps els mercenaris suïssos es va convertir en objecte de desacord. Les faccions religioses de l'època de Zwingli van debatre amb veu sobre els mèrits d'enviar joves suïssos a lluitar en guerres estrangeres principalment per enriquir les autoritats cantonals.
Aquests factors interns i externs van contribuir a l'ascens d'una consciència nacional de la Confederació, en la qual el terme pàtria (llatí: patria) va començar a adquirir un significat més enllà d'una referència a un cantó individual. Paral·lelament, l'humanisme renaixentista, amb els seus valors universals i l'èmfasi en l'erudició (com l'exemplifica Erasme (1466–1536), el Príncep de l'humanisme), havia arrelat a la Confederació. Dins d'aquest entorn, definit per la confluència del patriotisme i l'humanisme suís, Zwingli va néixer el 1484.

## Biografia

### Primers anys (1484–1518)

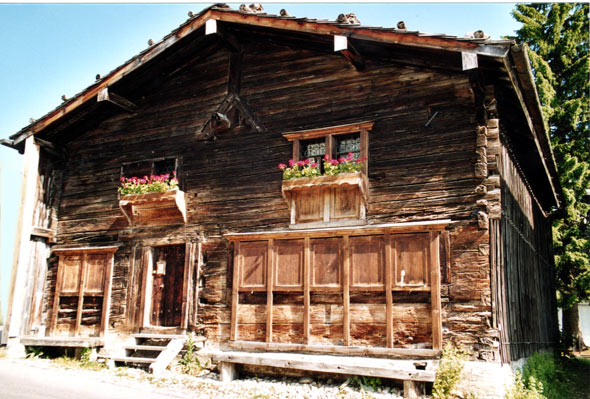
Casa on va néixer Zwingli a Wildhaus, a l'actual cantó de St. Gallen

Huldrych Zwingli va néixer l'1 de gener de 1484 a Wildhaus, a la vall de Toggenburg de Suïssa, en una família de grangers, el tercer fill d'onze anys. El seu pare, Ulrich, va tenir un paper destacat en l'administració de la comunitat (Amtmann o magistrat local). L'escola primària de Zwingli va ser proporcionada pel seu oncle, Bartholomew, un clergue a Weesen, on probablement va conèixer Katharina von Zimmern. Als deu anys, Zwingli va ser enviat a Basilea per obtenir la seva educació secundària on va aprendre llatí amb el magistrat Gregory Bünzli. Després de tres anys a Basilea, es va quedar un temps a Berna amb l'humanista Henry Wölfflin. Els dominics de Berna van intentar persuadir a Zwingli d'unir-se a la seva ordre i és possible que fos rebut com a novici.
No obstant això, el seu pare i el seu oncle van desaprovar aquest curs i va deixar Berna sense acabar els estudis de llatí. Es va matricular a la Universitat de Viena el semestre d'hivern de 1498 però va ser expulsat, segons els registres de la universitat. Tanmateix, no és segur que Zwingli fos realment expulsat, i es va tornar a matricular el semestre d'estiu de 1500; les seves activitats el 1499 són desconegudes. Zwingli va continuar els seus estudis a Viena fins al 1502, després del qual es va traslladar a la Universitat de Basilea on va rebre el títol de Màster en Arts (Magister) el 1506.
Zwingli va ser ordenat a Constança, la seu de la diòcesi local, i va celebrar la seva primera missa a la seva ciutat natal, Wildhaus, el 29 de setembre de 1506. De jove sacerdot havia estudiat poc teologia, però això no es considerava estrany en aquell moment. El seu primer càrrec eclesiàstic va ser el pastorat de la ciutat de Glaris, on va romandre durant deu anys. Va ser a Glaris, els soldats de la qual van ser utilitzats com a mercenaris a Europa, que Zwingli es va involucrar en la política. La Confederació Suïssa es va veure involucrada en diverses campanyes amb els seus veïns: els francesos, els Habsburg i els Estats Pontificis. Zwingli es va col·locar sòlidament al costat de la seu romana. A canvi, el papa Juli II va honrar a Zwingli proporcionant-li una pensió anual. Va assumir el paper de capellà en diverses campanyes a Itàlia, inclosa la batalla de Novara el 1513.
Tanmateix, la derrota decisiva dels suïssos a la batalla de Marignano va provocar un canvi d'humor a Glaris a favor dels francesos més que del papa. Zwingli, el partisà papal, es va trobar en una posició difícil i va decidir retirar-se a Einsiedeln, al cantó de Schwyz. En aquest moment, s'havia convençut que el servei mercenari era immoral i que la unitat suïssa era indispensable per a qualsevol èxit futur. Alguns dels seus primers escrits existents, com El bou (1510) i El laberint (1516), van atacar el sistema mercenari mitjançant l'al·legoria i la sàtira. Els seus compatriotes es van presentar com a persones virtuoses dins d'un triangle francès, Imperial i papal.
Zwingli es va quedar a Einsiedeln durant dos anys durant els quals es va retirar completament de la política en favor de les activitats eclesiàstiques i els estudis personals. La seva etapa com a pastor de Glaris i Einsiedeln es va caracteritzar pel creixement i desenvolupament interior. Va perfeccionar el seu grec i va començar l'estudi de l'hebreu. La seva biblioteca contenia més de tres-cents volums dels quals va poder recórrer a obres clàssiques, patrístiques i escolàstiques. Va intercanviar cartes erudites amb un cercle d'humanistes suïssos i va començar a estudiar els escrits d'Erasme. Zwingli va aprofitar per conèixer-lo mentre Erasme era a Basilea entre l'agost de 1514 i el maig de 1516. El gir de Zwingli cap al pacifisme relatiu i el seu enfocament en la predicació es pot remuntar a la influència d'Erasme.
A finals de 1518, el càrrec del Leutpriestertum (sacerdot del poble) del Grossmünster a Zuric va quedar vacant. Els cànons de la fundació que administrava el Grossmünster reconeixien la reputació de Zwingli com a excel·lent predicador i escriptor. La seva connexió amb els humanistes va ser un factor decisiu, ja que uns quants cànons simpatitzaven amb la reforma erasmiana. A més, la seva oposició als francesos i al servei mercenari va ser benvinguda pels polítics de Zúric. L'11 de desembre de 1518, els canonges van escollir Zwingli com a sacerdot estipendiari i el 27 de desembre es va traslladar definitivament a Zuric.

### Inici del ministeri de Zuric (1519–1521)

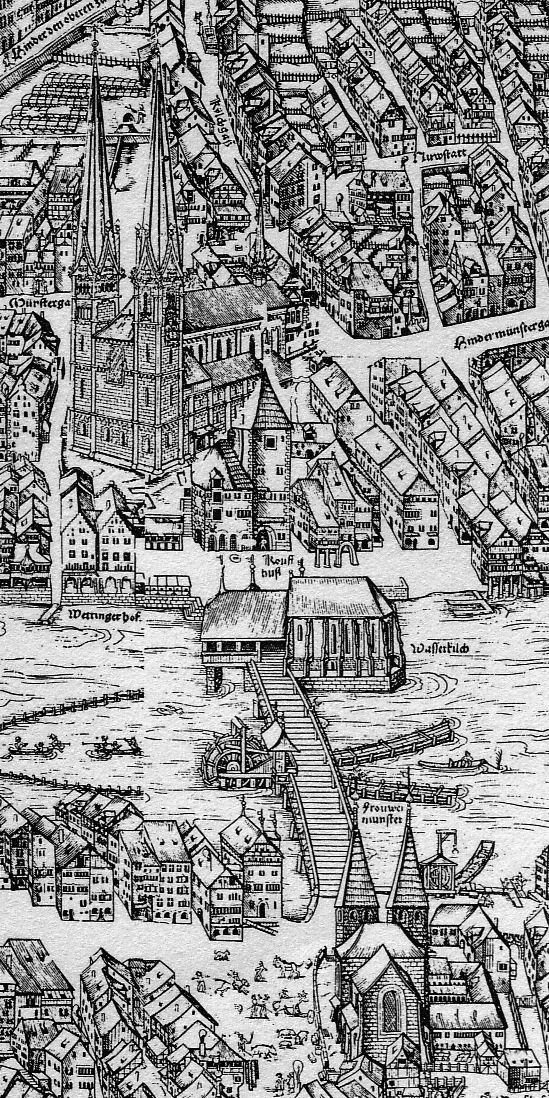
El Grossmünster al centre de la ciutat medieval de Zuric (Murerplan, 1576)

L'1 de gener de 1519, Zwingli va fer el seu primer sermó a Zuric. Desviant-se de la pràctica habitual de basar un sermó en la lliçó de l'Evangeli d'un diumenge en concret, Zwingli, utilitzant el Nou Testament d’Erasme com a guia, va començar a llegir l'Evangeli de Mateu, donant la seva interpretació durant el sermó, conegut com el mètode de lectio continua. Va continuar llegint i interpretant el llibre els diumenges següents fins que va arribar al final i després va procedir de la mateixa manera amb els Fets dels Apòstols, les epístoles del Nou Testament i finalment l'Antic Testament. Els seus motius per fer-ho no estan clars, però en els seus sermons va utilitzar l'exhortació per aconseguir una millora moral i eclesiàstica que eren objectius comparables a la reforma erasmiana. Algun temps després de 1520, el model teològic de Zwingli va començar a evolucionar cap a una forma idiosincràtica que no era ni eràsmica ni luterana. Els estudiosos no estan d'acord en el procés de com va desenvolupar el seu propi model únic. Una opinió és que Zwinglio es va formar com a humanista erasmià i Luter va tenir un paper decisiu en canviar la seva teologia.
Una altra visió és que Zwingli no va prestar molta atenció a la teologia de Luter i, de fet, la considerava com a part del moviment de reforma humanista. Una tercera visió és que Zwingli no era un seguidor complet d'Erasme, sinó que s'havia allunyat d'ell ja el 1516 i que va desenvolupar de manera independent la seva teologia.
La posició teològica de Zwingli es va revelar gradualment a través dels seus sermons. Va atacar la corrupció moral i en el procés va nomenar individus que eren els objectius de les seves denúncies. Els monjos eren acusats d'indolència i de vida elevada. El 1519, Zwingli va rebutjar específicament la veneració dels sants i va demanar la necessitat de distingir entre els seus relats veritables i ficticis. Va posar en dubte el foc de l'infern, va afirmar que els nens no batejats no estaven condemnats i va qüestionar el poder de l'excomunió. El seu atac a l'afirmació que el delme era una institució divina, però, va tenir el major impacte teològic i social. Això va contradir els interessos econòmics immediats de la fundació. Un dels canonges d'edat avançada que havia donat suport a l'elecció de Zwingli, Konrad Hofmann, es va queixar dels seus sermons en una carta. Algun cànons van donar suport a Hofmann, però l'oposició maig no va créixer molt. Zwingli va insistir que no era un innovador i que l'única base dels seus ensenyaments era l'Escriptura.
Dins la diòcesi de Constança, Bernhardin Sanson oferia una indulgència especial als col·laboradors a la construcció de Sant Pere a Roma. Quan Sanson va arribar a les portes de Zuric a finals de gener de 1519, els feligresos van fer preguntes a Zwingli. Va respondre amb disgust que la gent no estava degudament informada sobre les condicions de la indulgència i s'estava induint a separar-se dels seus diners amb falses pretensions. Això va passar més d'un any després que Martin Luter publiqués les seves noranta-cinc tesis (31 d'octubre de 1517). El consell de Zuric va rebutjar l'entrada de Sanson a la ciutat. Com que les autoritats de Roma estaven ansioses per contenir el foc iniciat per Luter, el bisbe de Constança va negar qualsevol suport a Sanson i va ser revocat.
L'agost de 1519, Zuric va ser colpejat per un brot de pesta durant el qual almenys una de cada quatre persones va morir. Tots els que s'ho podien permetre van abandonar la ciutat, però Zwingli es va quedar i va continuar amb les seves funcions pastorals. Al setembre, va agafar la malaltia i gairebé va morir. Va descriure la seva preparació per a la mort en un poema, Zwingli's Pestlied, que consta de tres parts: l'inici de la malaltia, la proximitat a la mort i l'alegria de la recuperació. Els versos finals de la primera part diuen:
| El teu propòsit compleix: res pot ser massa greu per a mi. Sóc el teu vaixell, perquè pugueu fer sencer o trencar a trossos. Ja que, si prens d'aquí el meu esperit d'aquesta terra, ho fas perquè no creixi el mal, i no farà malbé la vida pietosa dels altres. |

En els anys posteriors a la seva recuperació, els oponents de Zwingli es van mantenir en minoria. Quan es va produir una vacant entre els canonges del Grossmünster, Zwingli va ser elegit per ocupar aquesta vacant el 29 d'abril de 1521. En convertir-se en canonge, es va convertir en ciutadà de ple dret de Zuric. També va mantenir el seu càrrec com a sacerdot popular del Grossmünster.

### Primeres esquerdes (1522–1524)
La primera controvèrsia pública sobre la predicació de Zwingli va esclatar durant el temps de Quaresma el 1522. El primer diumenge de dejuni, 9 de març, Zwingli i una dotzena de participants més van transgredir conscientment la regla del dejuni tallant i repartint dues salsitxes fumades (la Wurstessen al taller de Christoph Froschauer). Zwingli va defensar aquest acte en un sermó que es va publicar el 16 d'abril, sota el títol Von Erkiesen und Freiheit der Speisen ('Sobre l'elecció i la llibertat dels aliments'). Va assenyalar que no es pot derivar cap regla general vàlida sobre els aliments de la Bíblia i que transgredir aquesta norma no és un pecat. L'esdeveniment, que es va denominar l’Afer de les Salsitxes, es considera l'inici de la Reforma a Suïssa. Fins i tot abans de la publicació d'aquest tractat, la diòcesi de Constança va reaccionar enviant una delegació a Zuric. L'ajuntament va condemnar la violació del dejuni, però va assumir la responsabilitat dels assumptes eclesiàstics i va demanar a les autoritats religioses que aclareixin la qüestió. El bisbe va respondre el 24 de maig amonestant el Grossmünster i l'ajuntament i repetint la posició tradicional.
Després d'aquest esdeveniment, Zwingli i altres amics humanistes van demanar al bisbe el 2 de juliol que abolís l'exigència del celibat al clergat. Dues setmanes més tard, la petició es va reimprimir per al públic en alemany com Eine freundliche Bitte und Ermahnung an die Eidgenossen ('Una petició amistosa i amonestació als confederats'). La qüestió no era només un problema abstracte per a Zwingli, ja que s'havia casat en secret amb una vídua, Anna Reinhart, a principis d'any. La seva convivència era coneguda i el seu casament públic va tenir lloc el 2 d'abril de 1524, tres mesos abans del naixement del seu primer fill. Tindrien quatre fills: Regula, William, Huldrych i Anna. Com que la petició anava dirigida a les autoritats seculars, el bisbe va respondre al mateix nivell notificant al govern de Zuric que mantingués l'ordre eclesiàstic. Altres clergues suïssos es van unir a la causa de Zwingli que el va animar a fer la seva primera declaració de fe important, Apologeticus Archeteles (La primera i última paraula). Es va defensar contra els càrrecs d'incitació a disturbis i heretgia. Va negar a la jerarquia eclesiàstica qualsevol dret a jutjar sobre qüestions d'ordre eclesiàstic a causa del seu estat corrupte.

### Disputes de Zuric (1523)

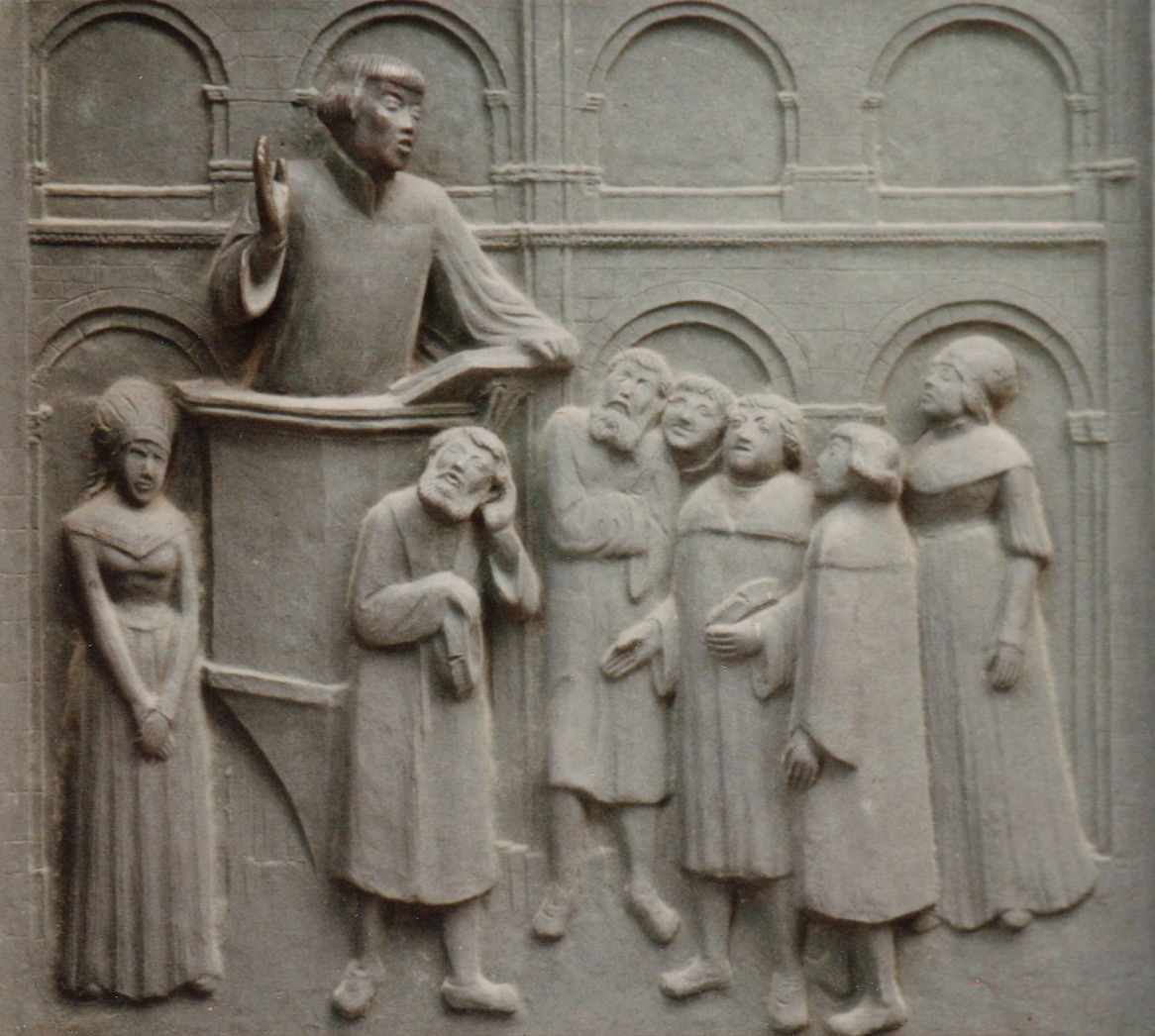
Relleu de Zwingli predicant al púlpit, Otto Münch, 1935

Els fets de 1522 no van aportar cap aclariment sobre les qüestions. No només van continuar els disturbis entre Zuric i el bisbe, sinó que les tensions van anar creixent entre els socis de la Confederació de Zuric a la Dieta suïssa. El 22 de desembre, la Dieta va recomanar als seus membres que prohibissin els nous ensenyaments, una acusació forta dirigida a Zuric. L'ajuntament es va sentir obligat a prendre la iniciativa i buscar la seva pròpia solució.

#### Primera disputa
El 3 de gener de 1523, l'ajuntament de Zuric va convidar el clergat de la ciutat i la regió perifèrica a una reunió per permetre que les faccions exposessin les seves opinions. El bisbe va ser convidat a anar o a enviar un representant. El consell prendria una decisió sobre qui podria continuar proclamant les seves opinions. Aquesta reunió, la primera disputa de Zuric, va tenir lloc el 29 de gener de 1523.
La trobada va atreure una gran multitud d'aproximadament sis-cents participants. El bisbe va enviar una delegació encapçalada pel seu vicari general, Johannes Fabri. Zwingli va resumir la seva posició al Schlussreden ('Declaracions finals o els seixanta-set articles'). A Fabri, que no havia previst una disputa acadèmica de la manera que Zwingli havia preparat, se li va prohibir discutir l'alta teologia davant els laics, i simplement va insistir en la necessitat de l'autoritat eclesiàstica. La decisió del consell va ser que a Zwingli se li permetria continuar la seva predicació i que tots els altres predicadors només havien d'ensenyar d'acord amb les Escriptures.

#### Segona disputa
El setembre de 1523, Leo Jud, el més íntim amic i col·lega de Zwingli i pastor de St Peterskirche, va demanar públicament la retirada de les estàtues de sants i altres icones. Això va provocar manifestacions i activitats iconoclastes. L'ajuntament va decidir resoldre el tema de les imatges en una segona disputa. També es va incloure com a tema de discussió l'essència de la missa i el seu caràcter sacrificial. Els partidaris de la missa afirmaven que l'eucaristia era un veritable sacrifici, mentre que Zwingli afirmava que era un àpat commemoratiu. Com en la primera disputa, es va enviar una invitació al clergat de Zuric i al bisbe de Constança. Aquesta vegada, però, també van ser convidats els laics de Zuric, les diòcesis de Coira i Basilea, la Universitat de Basilea i els dotze membres de la Confederació. A aquesta reunió van anar unes nou-centes persones, però ni el bisbe ni la Confederació van enviar representants. La disputa va començar el 26 d'octubre de 1523 i va durar dos dies.
Zwingli va tornar a prendre el lideratge de la disputa. El seu oponent era l'esmentat canonge, Konrad Hofmann, que inicialment havia donat suport a l'elecció de Zwinglio. També hi va participar un grup de joves que demanaven un ritme de reforma molt més ràpid, que entre altres coses van advocar per substituir el baptisme dels infants pel bateig dels adults. Aquest grup estava dirigit per Conrad Grebel, un dels iniciadors del moviment anabaptista. Durant els tres primers dies de disputes, tot i que es va parlar de la polèmica d'imatges i de la missa, els arguments van portar a preguntar-se si l'ajuntament o el govern eclesiàstic tenien l'autoritat per decidir sobre aquests temes.
En aquest punt, Konrad Schmid, un sacerdot d'Argòvia i seguidor de Zwingli, va fer un suggeriment pragmàtic. Com que les imatges encara no eren considerades sense valor per tothom, va suggerir que els pastors prediquessin sobre aquest tema sota l'amenaça de càstig. Creia que les opinions de la gent anirien canviant a poc a poc i que seguiria l'eliminació voluntària d'imatges. Per tant, Schmid va rebutjar els radicals i la seva iconoclàstia, però va donar suport a la posició de Zwingli. Al novembre, el consell va aprovar ordenances en suport de la moció de Schmid. Zwingli va escriure un fullet sobre els deures evangèlics d'un ministre, Kurze, christliche Einleitung (breu introducció cristiana), i el consell el va enviar al clergat i als membres de la Confederació.

### La reforma progressa a Zuric (1524–1525)

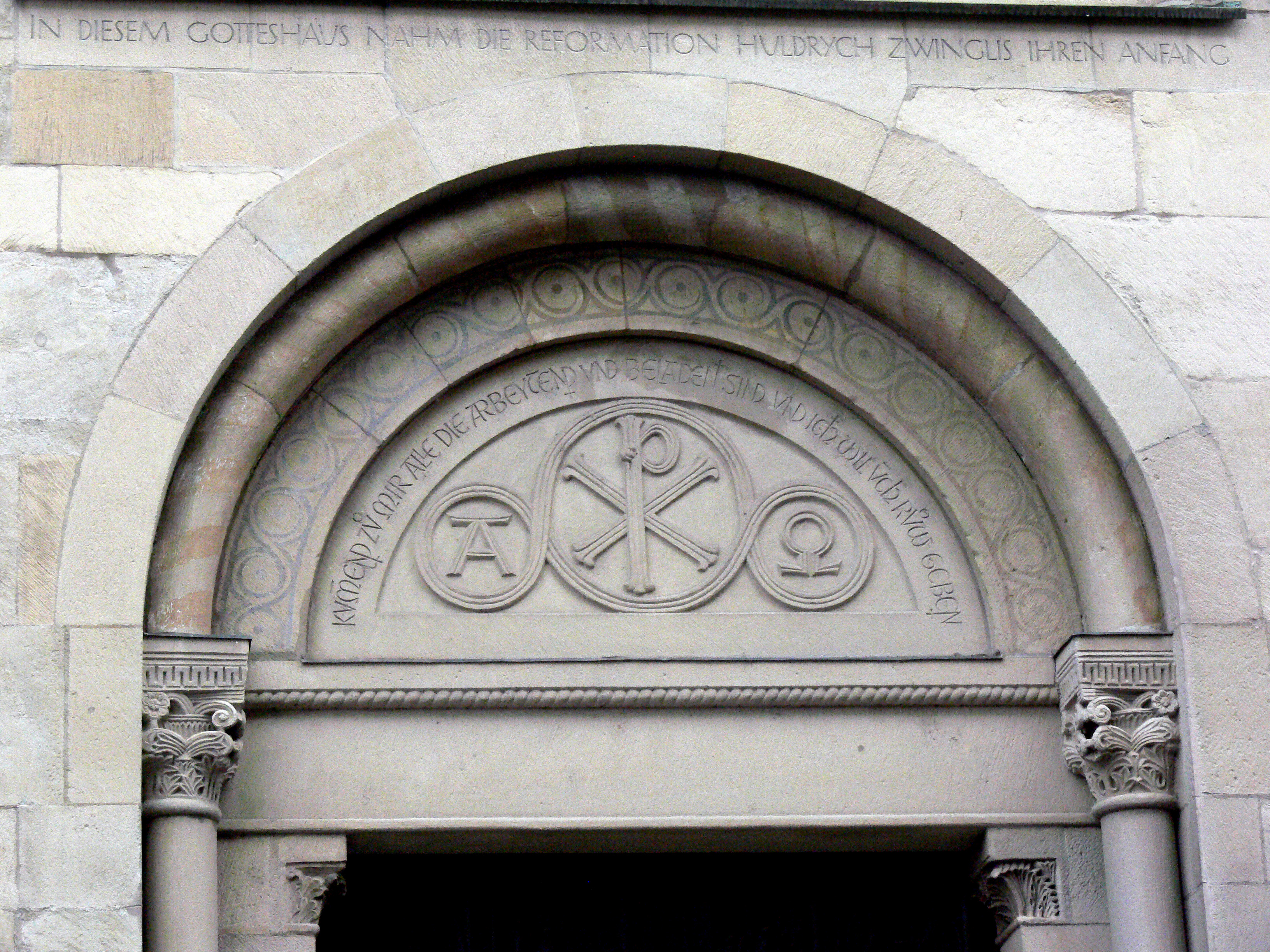
A sobre de l'entrada de les portes de Grossmünster hi ha escrit Mateu 11:28, "«Veniu a mi, tots els que esteu treballant i carregats, i jo us faré descansar»".

Huldrych Zwingli va ser una figura important de la Reforma a Suïssa, advocant per l'autoritat de les Escriptures i el rebuig de les pràctiques religioses no recolzades per la Bíblia. La seva predicació i els seus ensenyaments van ajudar a difondre les idees de la Reforma més enllà de Suïssa i van influir en el desenvolupament del protestantisme a tot Europa. El desembre de 1523, el concili va fixar un termini de Pentecosta el 1524 per a una solució a l'eliminació de la missa i les imatges. Zwingli va donar una opinió formal a Vorschlag wegen der Bilder und der Messe (Proposta sobre les imatges i la missa). No va demanar una abolició immediata i generalitzada. El consell va decidir la retirada ordenada de les imatges a Zuric, però a les congregacions rurals se'ls va concedir el dret d'eliminar-les basant-se en el vot majoritari. La decisió sobre la missa es va ajornar.
L'evidència de l'efecte de la Reforma es va veure a principis de 1524. La Candelera no es va celebrar, les processons del clergat amb túnica van cessar, els fidels no van anar amb palmes o relíquies el Diumenge de Rams al Lindenhof i els tríptics van romandre coberts i tancats després de la quaresma. L'oposició als canvis va venir de Konrad Hofmann i els seus seguidors, però el consell va decidir a favor de mantenir els mandats del govern. Quan Hofmann va abandonar la ciutat, l'oposició dels pastors hostils a la Reforma es va trencar. El bisbe de Constança va intentar intervenir en la defensa de la missa i la veneració de les imatges. Zwingli va escriure una resposta oficial per al consell i el resultat va ser la ruptura de tots els vincles entre la ciutat i la diòcesi.
Tot i que el concili havia dubtat a abolir la missa, la disminució de l'exercici de la pietat tradicional va permetre que els pastors fossin alliberats extraoficialment de l'exigència de celebrar la missa. A mesura que els pastors individuals van modificar les seves pràctiques a mesura que cadascú ho creia convenient, Zwingli es va veure impulsat a abordar aquesta situació desorganitzada dissenyant una litúrgia de comunió en llengua alemanya. Això es va publicar a Aktion oder Brauch des Nachtmahls (Acte o costum del sopar). Poc abans de Pasqua, Zwingli i els seus col·laboradors més propers van sol·licitar al concili que cancel·lés la missa i introduís el nou ordre públic de culte.
El Dijous Sant, 13 d'abril de 1525, Zwingli va celebrar la comunió sota la seva nova litúrgia. Es van utilitzar tasses i plats de fusta per evitar qualsevol manifestació exterior de formalitat. La congregació es va asseure a les taules preparades per emfatitzar l'aspecte dels àpats del sagrament. El sermó era el punt central de l'ofici i no hi havia música d'orgue ni cant. La importància del sermó en l'ofici de culte va ser subratllada per la proposta de Zwingli de limitar la celebració de la comunió a quatre vegades l'any.
Durant un temps, Zwingli havia acusat d'hipocresia les ordres mendicants i n'exigia l'abolició per tal de donar suport als veritablement pobres. Va suggerir que els monestirs es transformessin en hospitals i institucions de benestar i incorporessin la seva riquesa a un fons social. Això es va fer reorganitzant les fundacions del Grossmünster i Fraumünster i jubilant les monges i monjos restants. El consell va secularitzar les propietats de l'església (Fraumünster va cedir a la ciutat de Zuric per Katharina von Zimmern, coneguda de Zwingli, el 1524) i va establir nous programes de benestar per als pobres.
Zwingli va demanar permís per establir una escola llatina, la Prophezei (Profecia) o Carolinum, al Grossmünster. El consell va acceptar i es va obrir oficialment el 19 de juny de 1525 amb Zwingli i Jud com a professors. Va servir per reciclar i reeducar el clergat. La traducció de la Bíblia de Zuric, tradicionalment atribuïda a Zwingli i impresa per Christoph Froschauer, porta la marca del treball en equip de l'escola de profecia. Els estudiosos encara no han intentat aclarir la part de Zwingli de l'obra basant-se en proves externes i estilístiques.

### Conflicte amb els anabaptistes (1525–1527)
Poc després de la segona disputa de Zuric, molts de l'ala radical de la Reforma es van convèncer que Zwingli estava fent massa concessions al consell de Zuric. Rebutjaven el paper del govern civil i exigien l'establiment immediat d'una congregació de fidels. Conrad Grebel, el líder dels radicals i del moviment anabaptista emergent, va parlar despectivament de Zwingli en privat. El 15 d'agost de 1524 el consell va insistir en l'obligació de batejar tots els nadons. Zwingli es va reunir en secret amb el grup de Grebel i, a finals de 1524, el consell va demanar discussions oficials. Quan es van interrompre les converses, Zwingli va publicar Wer Ursache gebe zu Aufruhr ('Qui provoca disturbis') aclarint els punts de vista oposats. El 17 de gener de 1525 es va celebrar un debat públic i el consell va decidir a favor de Zwingli. Qualsevol que es negués a batejar els seus fills havia de marxar de Zuric. Els radicals van ignorar aquestes mesures i el 21 de gener es van reunir a casa de la mare d'un altre líder radical, Felix Manz. Grebel i un tercer líder, Joerg Blaurock, van realitzar els primers batejos d'adults anabaptistes registrats.
El 2 de febrer, el consistori va repetir l'exigència sobre el bateig de tots els nadons i uns quants que no van complir van ser detinguts i multats, entre ells Manz i Blaurock. Zwingli i Jud els van entrevistar i es van celebrar més debats davant el consell de Zuric. Mentrestant, els nous ensenyaments van continuar estenent-se a altres parts de la Confederació, així com a diverses ciutats suabes. Del 6 al 8 de novembre va tenir lloc al Grossmünster l'últim debat sobre el tema del baptisme. Grebel, Manz i Blaurock van defensar la seva causa davant Zwingli, Jud i altres reformadors. No hi va haver un intercanvi seriós d'opinions, ja que cada bàndol no es va moure de les seves posicions i els debats van degenerar en un enrenou, cada bàndol cridant maltractament a l'altre. El consell de Zuric va decidir que no era possible cap compromís. El 7 de març de 1526 va emetre el famós mandat que ningú no tornarà a batejar un altre sota pena de mort. Tot i que Zwingli, tècnicament, no va tenir res a veure amb el mandat, no hi ha indicis que ho desaprovessin. Felix Manz, que havia jurat abandonar Zuric i no batejar més, havia tornat deliberadament i va continuar la pràctica. Després de ser arrestat i jutjat, va ser executat el 5 de gener de 1527 en ser ofegat a la Limmat. Va ser el primer màrtir anabaptista; n'havien de seguir tres més, després dels quals tots els altres van fugir o van ser expulsats de Zuric.

### Reforma a la Confederació (1526–1528)

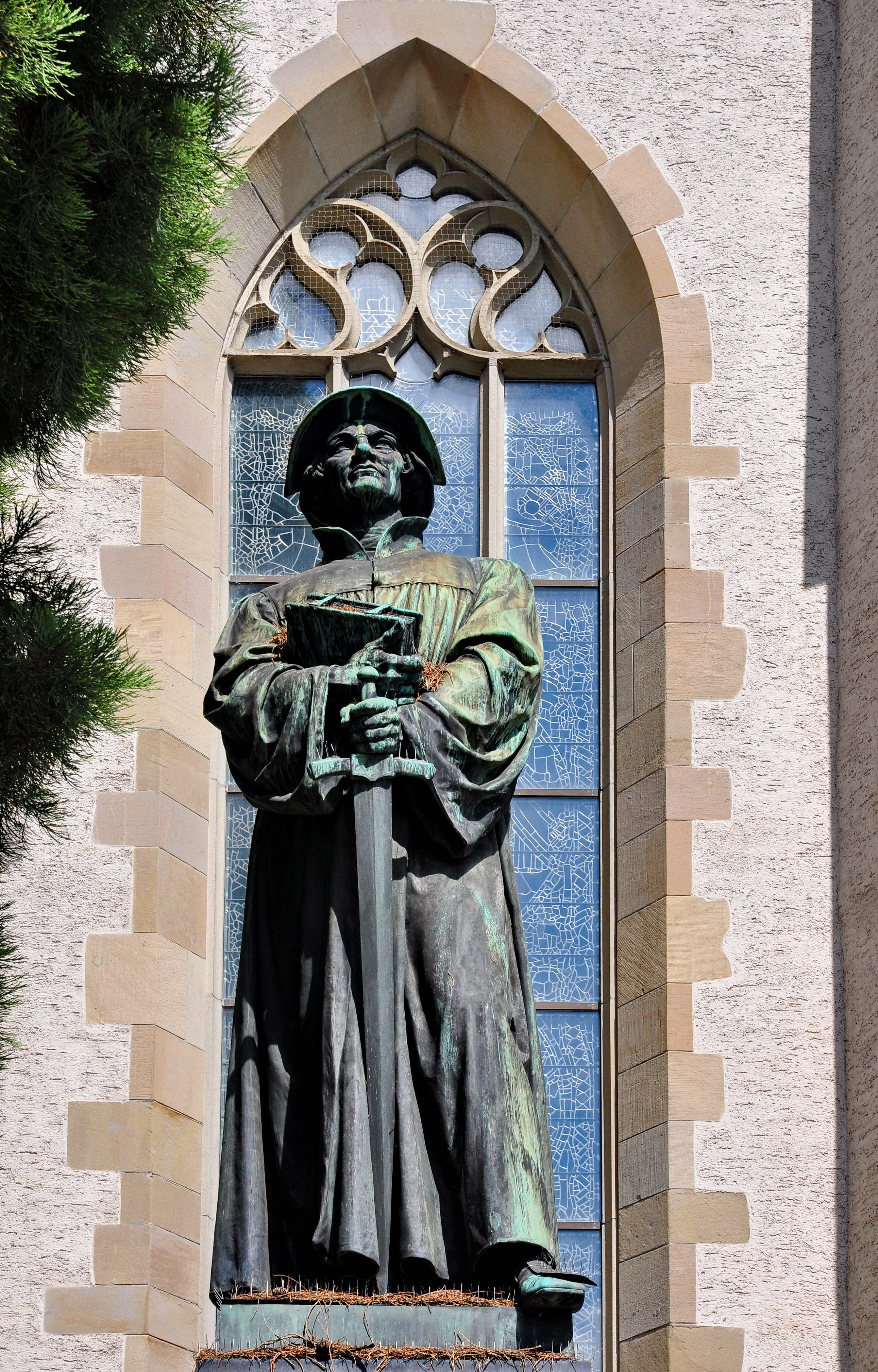
Estàtua de Zwingli davant de l'església Wasserkirche de Zuric

El 8 d'abril de 1524, cinc cantons, Lucerna, Uri, Schwyz, Unterwalden i Zug, van formar una aliança, die fünf Orte ('els Cinc Estats') per defensar-se de la Reforma de Zwinglio. Van contactar amb els opositors de Martin Luter, inclòs Johannes Eck, que havia debatut Luter en la disputa de Leipzig de 1519. Eck es va oferir a disputar Zwingli i ell va acceptar. No obstant això, no es van poder posar d'acord sobre la selecció de l'autoritat jutjada, la ubicació del debat i l'ús de la Dieta Suïssa com a tribunal. A causa dels desacords, Zwingli va decidir boicotejar la disputa. El 19 de maig de 1526, tots els cantons van enviar delegats a Baden. Tot i que els representants de Zuric van ser presents, no van participar en les sessions. Eck va dirigir el partit catòlic mentre que els reformadors estaven representats per Johannes Oecolampadius de Basilea, un teòleg de Württemberg que havia mantingut una extensa i amistosa correspondència amb Zwingli. Mentre avançava el debat, Zwinglio es va mantenir informat de les actuacions i va imprimir pamflets amb les seves opinions. Va ser de poca utilitat, ja que la Dieta va decidir contra Zwinglio. S'havia de prohibir i els seus escrits ja no s'havien de distribuir. Dels tretze membres de la Confederació, Glaris, Solothurn, Friburg i Appenzell, així com els Cinc Estats, van votar en contra de Zwingli. Berna, Basilea, Schaffhausen i Zuric li van donar suport.
La disputa de Baden va exposar una profunda fractura a la Confederació en qüestions de religió. La Reforma estava emergint ara en altres estats. La ciutat de Sankt Gallen, un estat afiliat a la Confederació, estava dirigida per un alcalde reformat, Vadianus, i la ciutat va abolir la missa el 1527, només dos anys després de Zuric. A Basilea, tot i que Zwinglio tenia una estreta relació amb Ecolampadius, el govern no va sancionar oficialment cap canvi reformatori fins l'1 d'abril de 1529 quan es va prohibir la missa. Schaffhausen, que havia seguit de prop l'exemple de Zuric, va adoptar formalment la Reforma el setembre de 1529.
En el cas de Berna, Berchtold Haller, el sacerdot de Münster de Berna, i Niklaus Manuel, el poeta, pintor i polític, havien fet campanya per la causa reformada. Però va ser només després d'una altra disputa que Berna es va considerar com a cantó de la Reforma. Hi van participar tres-centes cinquanta persones,: 144 incloent-hi pastors de Berna i d'altres cantons així com teòlegs de fora de la Confederació com Martin Bucer i Wolfgang Capito d’Estrasburg, Ambrosius Blarer de Constança i Andreas Althamer de Nuremberg. Eck i Fabri es van negar a anar i els cantons catòlics no van enviar representants. La reunió va començar el 6 de gener de 1528 i va durar gairebé tres setmanes. Zwingli va assumir la principal càrrega de la defensa de la Reforma i va predicar dues vegades al Münster. El 7 de febrer de 1528 el consell va decretar que la Reforma s'establís a Berna.

### Primera Guerra de Kappel (1529)
Fins i tot abans de la disputa de Berna, Zwingli buscava una aliança de ciutats reformades. Un cop Berna va acceptar oficialment la Reforma, es va crear una nova aliança, das Christliche Burgrecht (la Unió Cívica Cristiana). Les primeres reunions es van celebrar a Berna entre els representants de Berna, Constança i Zuric del 5 al 6 de gener de 1528. Altres ciutats, com Basilea, Biel, Mülhausen, Schaffhausen i St Gallen, es van unir finalment a l'aliança. Els Cinc Estats (catòlics) es van sentir envoltats i aïllats, per la qual cosa van buscar aliats externs. Després de dos mesos de negociacions, els Cinc Estats van formar die Christliche Vereinigung (l'Aliança Cristiana) amb Ferran d'Àustria el 22 d'abril de 1529.
Poc després de signar el tractat austríac, un predicador reformat, Jacob Kaiser, va ser capturat a Uznach i executat a Schwyz. Això va provocar una forta reacció de Zwingli; va redactar Ratschlag über den Krieg ('Consell sobre la guerra') per al govern. Va exposar les justificacions d'un atac als estats catòlics i altres mesures a prendre. Abans que Zuric pogués implementar els seus plans, una delegació de Berna que incloïa Niklaus Manuel va arribar a Zuric. La delegació va demanar a Zuric que resolgui l'assumpte pacíficament. Manuel va afegir que un atac exposaria Berna a més perills, ja que el Valais catòlic i el Ducat de Savoia limitaven amb el seu flanc sud. Aleshores va assenyalar: «Realment no es pot aportar fe mitjançant llances i alabardes». Zuric, però, va decidir que actuaria en solitari, sabent que Berna estaria obligada a acceptar. La guerra va ser declarada el 8 de juny de 1529. Zuric va poder reunir un exèrcit de 30.000 homes. Els Cinc Estats van ser abandonats per Àustria i només podien reunir 9.000 homes. Les dues forces es van trobar prop de Kappel, però la guerra es va evitar gràcies a la intervenció de Hans Aebli, parent de Zwingli, que va demanar un armistici.
Zwingli es va veure obligat a declarar els termes de l'armistici. Va exigir la dissolució de l'Aliança Cristiana; predicació sense obstacles per part dels reformadors dels estats catòlics; prohibició del sistema de pensions; pagament de reparacions de guerra; i compensació als fills de Jacob Kaiser. Manuel va participar en les negociacions. Berna no estava disposada a insistir en la predicació sense traves ni en la prohibició del sistema de pensions. Zuric i Berna no es van poder posar d'acord i els Cinc Estats (catòlics) es van comprometre només a dissoldre la seva aliança amb Àustria. Aquesta va ser una amarga decepció per a Zwingli i va marcar la seva decadència en la influència política. La primera Pau terrestre de Kappel, der erste Landfriede, va posar fi a la guerra el 24 de juny.

### Col·loqui de Marburg (1529)

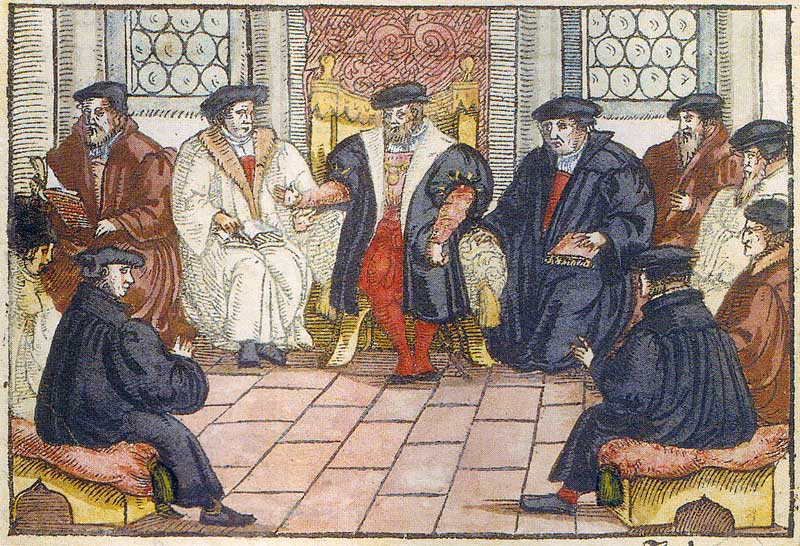
Xilografia en color del col·loqui de Marburg, anònim, 1557

Mentre Zwingli va dur a terme el treball polític de la Reforma suïssa, va desenvolupar les seves opinions teològiques amb els seus col·legues. El famós desacord entre Luter i Zwinglio sobre la interpretació de l'eucaristia es va originar quan Andreas Bodenstein, antic col·lega de Luter de Wittenberg, va publicar tres pamflets sobre el Sopar del Senyor en què Karlstadt rebutjava la idea d'una presència real en els elements. Aquests pamflets, publicats a Basilea el 1524, van rebre l'aprovació d'Ecolampadius i Zwingli. Luter va rebutjar els arguments de Karlstadt i va considerar principalment que Zwingli era un partidari de Karlstadt. Zwingli va començar a expressar els seus pensaments sobre l'eucaristia en diverses publicacions, inclosa de Eucharistia (Sobre l'Eucaristia). Entenent que Crist havia pujat al cel i estava assegut a la dreta del Pare, Zwingli va criticar la idea que la humanitat de Crist podria estar en dos llocs alhora. A diferència de la seva divinitat, el cos humà de Crist no era omnipresent i, per tant, no podia estar al cel i al mateix temps estar present en els elements. Timothy George, autor evangèlic, editor de Christianity Today i professor de teologia històrica a la Beeson Divinity School de la Universitat de Samford, ha refutat una lectura errònia de llarga data de Zwingli que afirmava erròniament que el reformador va negar totes les nocions de presència real i creia en una visió commemorativa de el Sopar, on era purament simbòlic.
A la primavera de 1527, Luter va reaccionar amb força a les opinions de Zwinglio en el tractat Dass Diese Worte Christi "Das ist mein Leib etc." noch fest stehen wider die Schwarmgeister ('Que aquestes paraules de Crist «Aquest és el meu cos, etc.» encara estigueu ferms contra els fanàtics'). La controvèrsia va continuar fins al 1528 quan van començar els esforços per construir ponts entre les opinions luteranes i zwinglianes. Martin Bucer va intentar mediar mentre Felip I de Hessen, que volia formar una coalició política de totes les forces protestants, va convidar els dos partits a Marburg per discutir les seves diferències. Aquest esdeveniment es va conèixer com el Col·loqui de Marburg.
Zwingli va acceptar la invitació de Felip creient plenament que seria capaç de convèncer Luter. En canvi, Luter no esperava que sortís res de la reunió i va haver de ser instat per Felip a anar-hi. Zwingli, acompanyat d'Ecolampadius, va arribar el 28 de setembre de 1529, amb Luter i Philipp Melanchthon arribant poc després. També hi van participar altres teòlegs com Martin Bucer, Andreas Osiander, Johan Brentius i Justus Jonas.
La manca d'acord va provocar fortes emocions per ambdues parts. «Quan els dos bàndols se'n van anar, Zwingli va cridar entre llàgrimes: "No hi ha gent a la terra amb qui prefereixo ser un que els [luterans] Wittenbergers».
A causa d'aquestes diferències, Luter inicialment es va negar a reconèixer Zwingli i els seus seguidors com a cristians.

### Política, confessions, guerres de Kappel i mort (1529–1531)

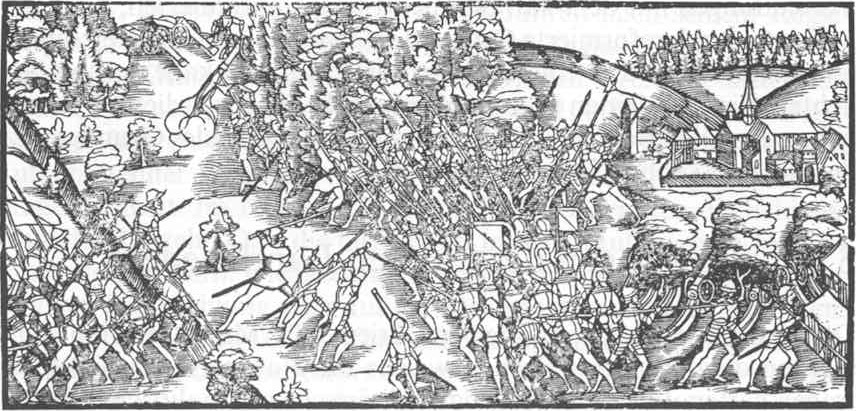
La batalla de Kappel, 11 d'octubre de 1531, de Chronik de Johannes Stumpf, 1548

Amb el fracàs del Col·loqui de Marburg i l'escissió de la Confederació, Zwingli va fixar el seu objectiu en una aliança amb Felip de Hesse. Va mantenir una viva correspondència amb Felip. Berna es va negar a participar, però després d'un llarg procés, Zuric, Basilea i Estrasburg van signar un tractat de defensa mútua amb Felip el novembre de 1530. Zwingli també va negociar personalment amb el representant diplomàtic de França, però les dues parts estaven massa allunyades. França volia mantenir bones relacions amb els Cinc Estats. Les aproximacions a Venècia i Milà també van fallar.

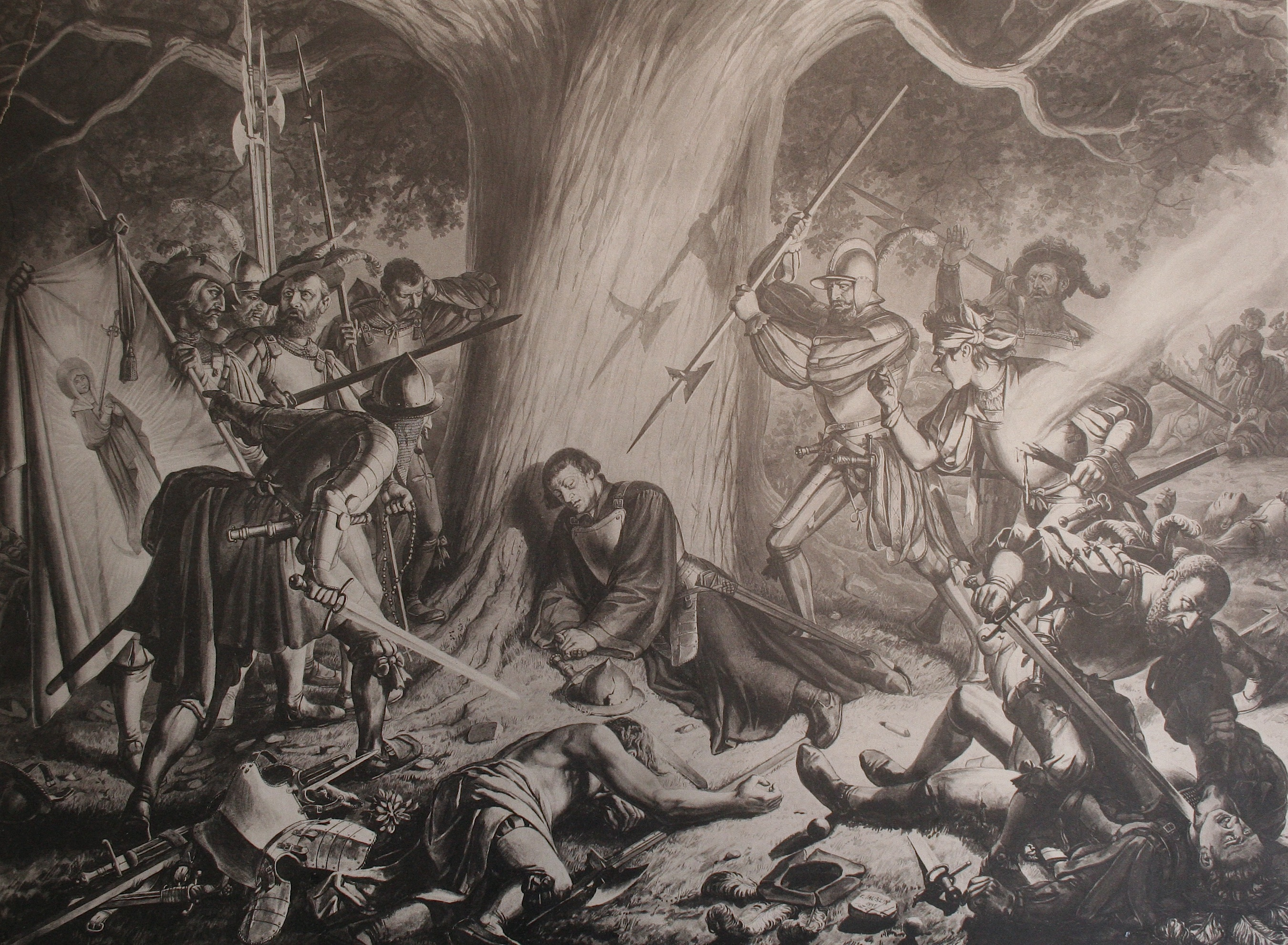
L'assassinat de Zwingli, de Karl Jauslin (1842–1904).

Mentre Zwingli treballava en l'establiment d'aquestes aliances polítiques, Carles V, l'emperador del Sacre Imperi Romanogermànic, va convidar els protestants a la Dieta d'Augsburg per presentar les seves opinions perquè pogués fer un veredicte sobre la qüestió de la fe. Els luterans van presentar la Confessió d'Augsburg. Sota el lideratge de Martin Bucer, les ciutats d'Estrasburg, Constança, Memmingen i Lindau van produir la Confessió tetrapolitana. Aquest document intentava prendre una posició mitjana entre els luterans i els zwinglians.
Ja era massa tard perquè les ciutats de Burgrecht produïssin una confessió pròpia. Aleshores, Zwingli va produir la seva pròpia confessió privada, Fidei ratio (Compte de fe), en la qual va explicar la seva fe en dotze articles conformes als articles del Credo dels Apòstols. El to era fortament anticatòlic i també antiluterà. Els luterans no van reaccionar oficialment, però ho van criticar en privat. L'antic oponent de Zwingli i Luther, Johann Eck, va contraatacar amb una publicació, Refutation of the Articles Zwingli Submitted to the Emperor.
Quan Felip de Hesse va formar la Lliga d'Esmalcalda a finals de 1530, les quatre ciutats de la Confessió Tetrapolitana es van unir sobre la base d'una interpretació luterana d'aquesta confessió. Donada la flexibilitat dels requisits d'accés de la lliga, Zuric, Basilea i Berna també es van plantejar unir-se. Tanmateix, Zwingli no va poder conciliar la Confessió Tetrapolitana amb les seves pròpies creences i va escriure una dura negativa a Bucer i Capito. Això va ofendre Felip fins al punt que es van trencar les relacions amb la Lliga. Les ciutats de Burgrecht ara no tenien aliats externs per ajudar a fer front als conflictes religiosos interns de la Confederació.
El tractat de pau de la Primera Guerra de Kappel no va definir el dret de predicació sense obstacles als estats catòlics. Zwingli va interpretar que això significava que s'havia de permetre la predicació, però els Cinc Estats van suprimir qualsevol intent de reforma. Les ciutats de Burgrecht consideraven diferents maneres d'aplicar pressió als Cinc Estats. Basilea i Schaffhausen preferien la diplomàcia tranquil·la mentre que Zuric volia un conflicte armat. Zwingli i Jud van defensar inequívocament un atac als Cinc Estats. Berna va ocupar una posició mitjana que finalment es va imposar. El maig de 1531, Zuric va acceptar de mala gana imposar un bloqueig alimentari. No va tenir cap efecte i a l'octubre, Berna va decidir retirar el bloqueig. Zuric va instar la seva continuació i les ciutats de Burgrecht van començar a barallar-se entre elles.
El 9 d'octubre de 1531, en un moviment sorpresa, els Cinc Estats van declarar la guerra a Zuric. La mobilització de Zuric va ser lenta a causa de les disputes internes i, l'11 d'octubre, 3.500 homes mal desplegats es van trobar amb una força dels Cinc Estats gairebé el doble de la seva mida, prop de Kappel. Molts pastors, inclòs Zwingli, es trobaven entre els soldats. La batalla va durar menys d'una hora i Zwingli es trobava entre les 500 baixes de l'exèrcit de Zuric.
Zwingli s'havia considerat a si mateix primer i principalment un soldat de Crist; segon un defensor del seu país, la Confederació; i tercer un líder de la seva ciutat, Zuric, on havia viscut els dotze anys anteriors. Irònicament, va morir als 47 anys, no per Crist ni per la Confederació, sinó per Zuric.
A Tabletalk, Luter es registra dient: «Diuen que Zwingli va morir recentment així; si el seu error hagués prevalgut, hauríem mort, i la nostra església amb nosaltres. Era un judici de Déu. Sempre va ser un poble orgullós. Els altres, els papistes, probablement també seran tractats pel nostre Senyor Déu». Erasme va escriure: «Ens alliberem d'una gran por amb la mort dels dos predicadors, Zwingli i Ecolampadius, el destí dels quals ha provocat un canvi increïble en la ment de molts. Aquesta és la mà meravellosa de Déu a l'alt».
Oecolampadius havia mort el 24 de novembre. Erasme també va escriure: «Si Bel·lona els hagués afavorit, amb nosaltres hauria acabat tot».

## Pensament i teologia
La seua reforma consistí en: justificar mitjançant la fe, simplificà la litúrgia i els sagraments, organitzar les esglésies de manera no jeràrquica sinó de manera democràtica des del poble i defensa de l'estudi i traducció de la Bíblia.

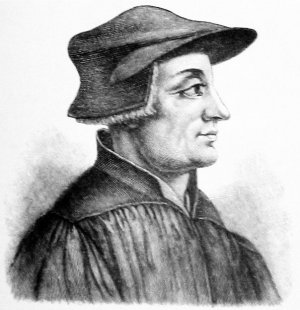
Una interpretació de Huldrych Zwingli de l'edició de 1906 del Meyers Konversations-Lexikon

Segons Zwingli, la pedra angular de la teologia és la Bíblia. Zwingli va apel·lar a les escriptures constantment en els seus escrits. Va situar la seva autoritat per sobre d'altres fonts com els conciles œcuméniques o els Pares de l'Església, encara que no va dubtar a utilitzar altres fonts per corroborar els seus arguments. Els principis que guien les interpretacions de Zwingli es deriven de la seva educació humanista racionalista i de la seva comprensió reformada de la Bíblia. Va rebutjar les interpretacions literalistes d'un passatge, com les dels anabaptistes, i va utilitzar sinècdoques i analogies, mètodes que descriu a A Friendly Exegesis (1527). Dues analogies que va utilitzar amb força eficàcia van ser entre el baptisme i la circumcisió i entre l'eucaristia i la Pasqua . També va prestar atenció al context immediat i va intentar entendre el propòsit que hi havia darrere, comparant passatges de l'escriptura entre si.
Zwingli va rebutjar la paraula sagrament en l'ús popular del seu temps. Per a la gent comuna, la paraula significava algun tipus d'acció santa de la qual hi ha un poder inherent per alliberar la consciència del pecat. Per a Zwingli, un sagrament era una cerimònia iniciàtica o una promesa, assenyalant que la paraula derivava de sacramentum que significava un jurament. (No obstant això, la paraula també es tradueix "misteri".) En els seus primers escrits sobre el baptisme, va assenyalar que el baptisme era un exemple d'aquesta promesa. Va desafiar els catòlics acusant-los de superstició quan van atribuir a l'aigua del baptisme un cert poder per netejar el pecat. Més tard, en el seu conflicte amb els anabaptistes, va defensar la pràctica del baptisme infantil, assenyalant que no hi ha cap llei que prohibeix aquesta pràctica. Va argumentar que el baptisme era un signe d'una aliança amb Déu, substituint així la circumcisió a l'Antic Testament.
Zwingli es va apropar a l'eucaristia d'una manera semblant al baptisme. Durant la primera disputa de Zuric el 1523, va negar que es produís un sacrifici real durant la missa, argumentant que Crist va fer el sacrifici només una vegada per tota l'eternitat. Per tant, l'eucaristia era "un record del sacrifici". Seguint aquest argument, va desenvolupar encara més la seva visió, arribant a la conclusió de la interpretació "significa" de les paraules de la institució. Va utilitzar uns quants passatges de l'Escriptura per argumentar en contra de la transsubstanciació, així com les opinions de Luter, el text clau és Joan 6:63, "És l'Esperit qui dona vida, la carn no serveix de res". L'enfocament i la interpretació de l'escriptura de Zwinglio per entendre el significat de l'eucaristia va ser una de les raons per les quals no va poder arribar a un consens amb Luter.
L'impacte de Luter en el desenvolupament teològic de Zwingli ha estat durant molt de temps una font d'interès i discussió entre els estudiosos luterans, que busquen establir fermament a Luter com el primer reformador. El mateix Zwinglio va afirmar enèrgicament la seva independència de Luter i els estudis més recents han donat credibilitat a aquesta afirmació. Zwingli sembla haver llegit els llibres de Luter a la recerca de la confirmació de Luter per a les seves pròpies opinions. Va estar d'acord amb la posició de Luter contra el papa. Igual que Luther, Zwingli era també un estudiant i admirador d' Agustín.
En contrast amb Luter, Zwingli es va adherir a la teologia oficial de l'església sobre el judaisme . Tanmateix, com van fer la majoria de protestants i catòlics en aquell moment, creia que la crucifixió de Crist va provocar la dispersió dels jueus de Jerusalem. En canvi, el credo de Zwingli estava convençut que el papat i el seu poder militar derivaven d'influències jueves. Juntament amb Joan Calví, va prolongar les influències jueves a les esglésies cristianes i va defensar el Principi de Sola Scriptura, en el qual l' Antic Testament i els seus súbdits continuarien sent una influència constant en les esglésies futures. D'aquesta manera es va oposar a les tendències antisemites de Luter i es va apropar al catolicisme durant la Reforma.

## Música

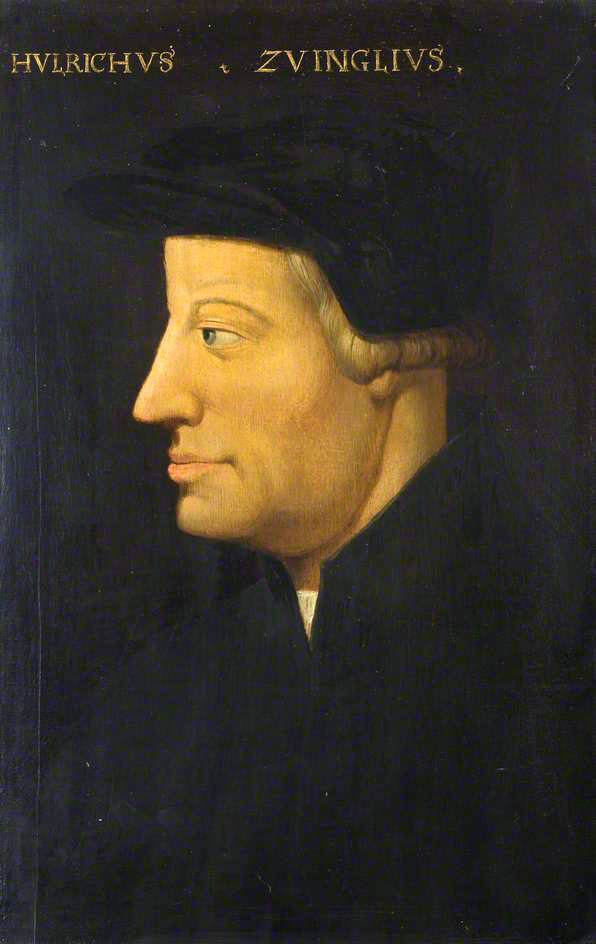
Pintura de Zwingli de Hans Asper

A Zwingli li agradava la música i podia tocar uns quants instruments, com ara el violí, l'arpa, la flauta, el dulcimer i la trompa de caça. De vegades divertia els nens de la seva congregació amb el seu llaüt i era tan conegut pel seu toc que els seus enemics es burlaven d'ell com «el llaüt i el pipí evangèlic». S'han conservat tres dels Lieder o himnes de Zwingli: el Pestlied esmentat anteriorment, una adaptació del Salm 65 (c. 1525), i el Kappeler Lied, que es creu que va ser compost durant la campanya de la primera guerra de Kappel (1529). Aquestes cançons no estaven pensades per a ser cantades durant els serveis de culte i no s'identifiquen com a himnes de la Reforma, tot i que es van publicar en uns quants himnaris del segle XVI.
Zwingli va criticar la pràctica del cant sacerdotal i els cors monàstics. La crítica data de l'any 1523 quan va atacar determinades pràctiques de culte. Els seus arguments es detallen a les Conclusions de 1525, en les quals, les Conclusions 44, 45 i 46 es refereixen a les pràctiques musicals sota la rúbrica de "oració". Va associar la música amb imatges i vestits, tot el que va sentir que desviava l'atenció de la gent del veritable culte espiritual. No se sap què pensava de les pràctiques musicals a les primeres esglésies luteranes. Zwinglio, però, va eliminar la música instrumental del culte a l'església, afirmant que Déu no ho havia manat en el culte. L'organista de l'Església Popular de Zuric està registrat plorant en veure el gran orgue trencat. Tot i que Zwingli no va expressar cap opinió sobre el cant congregacional, no va fer cap esforç per animar-lo. No obstant això, els estudiosos han trobat que Zwingli donava suport al paper de la música a l'església. Gottfried W. Locher escriu: "La vella afirmació "Zwingli estava en contra del cant a l'església" ja no val. . . . La polèmica de Zwingli es refereix exclusivament al cant coral i sacerdotal llatí medieval i no als himnes de les congregacions o cors evangèliques". Locher continua dient que "Zwingli permetia lliurement el salm vernacle o el cant coral. A més, fins i tot sembla haver lluitat per un recitatiu animat, antifonal i a l'uníson”. A continuació, Locher resumeix els seus comentaris sobre la visió de Zwingli de la música eclesiàstica de la següent manera: "El pensament principal en la seva concepció del culte va ser sempre 'assistència i comprensió conscients': 'devoció', però amb la participació viva de tots els interessats".

## Llegat
Zwingli era un humanista i un erudit amb molts amics i deixebles devots. Es va comunicar amb la mateixa facilitat amb la gent normal de la seva congregació com amb governants com Felip de Hesse. La seva reputació com a reformador sever i estòlid es contraresta pel fet que tenia un excel·lent sentit de l'humor i utilitzava faules satíriques, falsificacions i jocs de paraules en els seus escrits. Era més conscient de les obligacions socials que Luter, i creia genuïnament que les masses acceptarien un govern guiat per la paraula de Déu. Va promoure incansablement l'assistència als pobres, que creia que havien de ser atesos per una comunitat realment cristiana.

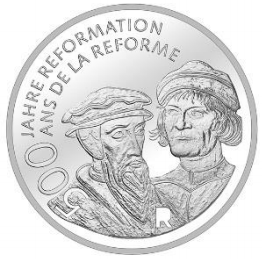
Zwingli (dreta) i Joan Calví en una moneda suïssa de 20 francs que commemora el 500 aniversari de la Reforma, 2017.

El desembre de 1531 el consell de Zuric va seleccionar Heinrich Bullinger (1504–1575) com a successor de Zwingli. Bullinger va eliminar immediatament qualsevol dubte sobre l'ortodòxia de Zwinglio i el va defensar com a profeta i màrtir. Durant l'ascens de Bullinger, les divisions confessionals de la Confederació Suïssa es van estabilitzar. Bullinger va reunir les ciutats i els cantons reformats i els va ajudar a recuperar-se de la derrota de Kappel. Zwingli havia instituït reformes fonamentals; Bullinger els va consolidar i refinar.
Els estudiosos han trobat difícil avaluar l'impacte de Zwinglio en la història, per diverses raons. No hi ha consens sobre la definició de " zwinglianisme "; per definició, el zwinglianisme va evolucionar sota el seu successor, Heinrich Bullinger; i la investigació sobre la influència de Zwingli sobre Bullinger i John Calvin segueix sent rudimentària. Bullinger va adoptar la majoria dels punts de doctrina de Zwingli. Com Zwingli, va resumir la seva teologia diverses vegades, l'exemple més conegut va ser la Segona Confessió Helvètica de 1566. Mentrestant, Calvin s'havia fet càrrec de la Reforma a Ginebra. Calvino va discrepar de Zwinglio sobre l'eucaristia i el va criticar per considerar-la simplement com un esdeveniment metafòric. El 1549, però, Bullinger i Calvin van aconseguir superar les diferències de doctrina i van produir el Consens Tigurinus (Consens de Zuric). Van declarar que l'eucaristia no només era un símbol de l'àpat, sinó que també van rebutjar la posició luterana que el cos i la sang de Crist estan en unió amb els elements. Amb aquest acostament, Calví va establir el seu paper a les Esglésies Reformades Suïsses i, finalment, al món en general.
Les esglésies reformades suïsses compten a Zwingli com el seu fundador, igual que l'Església reformada als Estats Units (tant les seves actuals denominacions descendents liberals com conservadores, amb la primera prenent una interpretació històrico-crítica de la teologia zwingliana i utilitzant-la com a base per a l'ecumenisme). i aquest últim interpretant els seus ensenyaments com a vinculants per a les consciències i, de fet, tan inerrants com la mateixa Escriptura), segons l'historiador de la RCUS del segle XIX JI Good. Els estudiosos especulen per què el zwinglianisme no s'ha difós més àmpliament, tot i que la teologia de Zwingli es considera la primera expressió de la teologia reformada. Encara que el seu nom no és àmpliament reconegut, el llegat de Zwingli perdura en les confessions bàsiques de les esglésies reformades d'avui. Sovint és anomenat, després de Martin Luther i Jean Calvin, el « tercer home de la Reforma ».
El 2019 el director suís Stephan Haupt va estrenar una pel·lícula suísso-alemanya sobre la carrera del reformador: Zwingli. Va ser filmada en alemany suís amb subtítols en francès i anglès.

## Cronologia
- Naixement de Zwingli - 1484
- Zwingli sacerdot a Glarus - 1506
- Zwingli rector de Marignano - 1515tant
- Les 95 Tesis de Martí Luter - 1517
- Carles I de Castellà i Aragó esdevé Sacre Emperador Romà (com a Carles V) - 1519
- Zwingli sacerdot a la catedral de Zúric - 1519
- El Papa excomunica Martí Luter - 1521
- El Nou Testament és traduït a l'alemany - 1522
- Adrià VI elegit Papa - 1522
- Zwingli publica el seu primer tractat de reforma
- La reforma predomina a Zuric - 1523
- Climent VII elegit Papa - 1523
- Zwingli es casa amb Anna Reinhard - 1524
- Revolta dels camperols a Alemanya - 1524
- Moviment anabaptista a Suïssa - 1525
- Luther es casa amb Katharina von Bora - 1525
- Zwingli publica el seu tractat De la religió vertadera i falsa - 1525
- Carles V conquesta militarment Roma - 1527
- La reforma predomina a Berna - 1528
- Zwingli i Luther es coneixen al col·loqui de Marburg an der Lahn - 1529
- Es publica la Confessio Augustana - 1530
- Es forma la lliga de Schmalkalden - 1531
- Zwingli mor a la batalla de Kappel - 1531[11]
- Calví es converteix al protestantisme - 1533
- Calví rebutja l'autoritat del Papa a Ginebra - 1536
- Confessio Helvetia prior - 1536